# Leptonychia echinocarpa
Leptonychia echinocarpa är en malvaväxtart som beskrevs av Karl Moritz Schumann. Leptonychia echinocarpa ingår i släktet Leptonychia och familjen malvaväxter. Inga underarter finns listade i Catalogue of Life.